# Lola uppochner
Lola uppochner är en finlandssvensk thriller-TV-serie från 2016 i regi av Ulrika Bengts efter ett manus av Annina Enckell och Ulrika Bengts. TV-serien bygger på Monika Fagerholms roman med samma namn från 2012.

## Handling
I den finlandssvenska småstaden Flatnäs råder en patriarkal ordning och stram hierarki när en rad dödsfall vänder upp och ner på tillvaron. 

## Rollista
- Mimosa Willamo — Ca Bäck
- Mats Långbacka — Martin Backlund
- Julia Korander — Ulrika Bäck
- Jan Korander — Osten Berglund
- Geoffrey Newland — Ib Kavanaugh
- Willehard Korander — Charles Berglund

## Produktion
Filminspelningarna inleddes i mars 2016 i Ekenäs och Raseborg och varade i ungefär tolv veckor.